# Nymfomani
Nymfomani kallas könsdrift hos kvinnor som i någon mening anses "överdriven". Det nämns under F52.7, överdriven sexualdrift, i sjukdomsklassifikationshandboken ICD-10 från 1992.
Hypersexualitet kan bero på en endokrin störning, till exempel ökade testosteronnivåer. ICD-10 räknar det inte som nymfomani om tillståndet är ett symtom vid en affektiv störning eller ett tidigt skede av demens. Flera författare menar dock att begreppet nymfomani i själva verket speglar en kulturell fientlighet mot ovanliga sexuella beteenden snarare än något egentligt sjukdomstillstånd, och avråder från att man använder det över huvud taget.